# Anupalabdhi
Anupalabdhi  (sânscrito: अनुपलब्धि) significa não-reconhecimento, não-percepção. Esta palavra refere-se à pramana da não-Percepção, que consiste no conhecimento representativo de fatos negativos.

## Hinduísmo
Anupalabdhi ou abhāvapramāṇa é a Pramana da não-percepção admitida por Kumārila para a percepção da não existência de uma coisa. Ele sustenta que a inexistência de uma coisa não pode ser percebida pelos sentidos, pois não há nada com o qual os sentidos possam entrar em contato para perceber a inexistência.
De acordo com a escola Bhāṭṭa de Pūrva-Mīmāṃsā e o sistema Advaita-Vedānta da filosofia, a Anupalabdhi é uma maneira de apreender uma ausência; é considerado um meio de conhecimento, sendo os outros cinco – pratyakṣa ('percepção'), anumāna ('inferência'), śabda ('testemunho'), upamāna ('comparação') e arthāpatti ('presunção'). A percepção da negação ou da inexistência em suas várias formas também se deve à relação de atribuidade.
Todas as coisas existem em lugares, seja em uma relação positiva ( sadrupa ) ou em uma relação negativa ( asadrūpa ), e é apenas no primeiro caso que elas entram em contato com os sentidos, enquanto no segundo caso a percepção da existência negativa só pode ser obtida por um modo separado de movimento da mente, uma pramāna separada -  a anupalabdhi.
O conhecimento indireto da inexistência pode ser alcançado por outros meios, mas o conhecimento direto da inexistência de objetos perceptíveis e seus atributos está disponível apenas através desse tipo de pramāṇa que não é inferência.
Existem quatro verdades de Anupalabdhi identificadas, são elas:
- a) kāraṇa-anupalabdhi ou 'não-percepção da condição causal'
- b) vyāpaka-anupalabdhi ou 'não-percepção do penetrante'
- c) svabhāva-anupalabdhi ou 'não-percepção da presença de si mesmo'
- d) viruddha-anupalabdhi ou 'não-percepção do oposto'. A falta de percepção (yogya) adjunta (upādhi) é conhecido através da não percepção do que é perceptível (yogya-anupalabdhi) e a falta de adjuntos imperceptíveis é conhecida por mostrar o que se pensa ser um adjunto.[9]

Os seguidores da Prabhākara e da Vishishtadvaita rejeitam a anupalabdhi como uma parmāṇa separada porque os mesmos órgãos dos sentidos que apreendem uma entidade também podem conhecer sua abhāva ou a inexistência.

## Budismo
De acordo com Dharmakirti,  anupalabdhi é a afirmação afirmativa de uma previsão negativa, e é o mesmo que a anumāna de um abhāva. Dharmakīrti baseia-se em um procedimento de várias etapas que às vezes é explicado em termos de uma combinação tríplice de observações (upalabdhi) e não-observações (anupalabdhi) e às vezes em cinco termos.Tillemans, Tom Tillemans. «Dharmakīrti». The Stanford Encyclopedia of Philosophy. Consultado em 27 de novembro de 2019